# Srečo Bergant
Srečo Bergant, slovenski inženir, tekstilni tehnolog in gospodarstvenik, * 11. oktober 1926, Ljubljana, † 23. januar 2020.
Leta 1950 se je zaposlil v tovarni Induplati v Zgornjih Jaršah. Diplomiral je 1961 na ljubljanski Fakulteti za naravoslovje in tehnologijo in postal 1968 direktor Induplatov. Pod njegovim vodstvom je tovarna preusmerila proizvodnjo iz bombažne, lanene in konopljene na sintetično surovinsko osnovo, posodobljena proizvodnja je leta 1973 omogočila ukinitev nočnega dela 350 delavk, ustanovili pa so tudi nova proizvodna obrata v Mokronogu in Pečah ter priključili obrtno podjetje Slamnik iz Mengša in opekarno iz Radomelj, kamor so nato preselili del proizvodnje šotorov. Z organizirano razvojno službo je tovarna Induplati dosegla vidne uspehe pri proizvodnji opreme za turizem, za visokogorske odprave na Himalajo in pri proizvodnji mobilnih skladišč ter se s kakovostnimi izdelki uveljavila tako doma kot tudi v tujini. Za uspešno delo v gospodarstvu je 1980 prejel Kraigherjevo nagrado.